# El Amor Que Soñé
El Amor Que Soñé – hiszpańska wersja Open Arms Mariah Carey. Została wydana na hiszpańskiej i południowoamerykanskiej wersji Daydream. Została wysłana do stacji radiowych w krajach hiszpańskijęzycznych, a w innych krajach została dodana jako bonus w 1995 roku. Jej adaptacją zajął się Manny Benito.

## Opinie krytyków
Jest to drugi hiszpańskojęzyczny singel Carey. Otrzymał lepsze recenzje od "Heroé", pierwszego singla hiszpańskojęzycznego, wydanego także w 1995 roku. Mariah została jednak skrytykowana za wymowę hiszpańskich słów. Krytyce poddane zostało także tłumaczenie tekstu, które nie było adekwatne do jego oryginalnej wersji. Pomimo krytyki, hiszpańskojęzyczna wersja piosenki stała się hitem na rynkach muzycznych, na których ją wydano.

## Lista utworów
1. "El Amor Que Soñé" – 3:32

## Pozycje na listach przebojów
| Chart                      | Peak position |
| -------------------------- | ------------- |
| Mexico Charts              | 9             |
| Spain Charts               | 2             |
| Costa Rica Airplay Charts  | 1             |
| Nicaragua Airplay Charts   | 1             |
| Peru Airplay Charts        | 5             |
| Chile Airplay Charts       | 1             |
| Argentina Charts           | 1             |
| Honduras Airplay Charts    | 9             |
| El Salvador Airplay Charts | 1             |